# Plaisance (Vienne)
 Plaisance  es una población y comuna francesa, situada en la región de Nueva Aquitania, departamento de Vienne, en el distrito de Montmorillon y cantón de Montmorillon.

## Demografía
| 380 | 362 | 351 | 342 | 380 | 361 | 341 | 404 | 431 | 411 | 444 | 453 | 422 | 407 | 405 | 426 | 403 | 422 | 431 | 431 | 405 | 381 | 386 | 350 | 357 | 365 | 310 | 290 | 243 | 199 | 181 | 183 | 186 | 158 | 150 | 160 | 171 | 181 | 184 | 185 | 177 | 170 | 163 |
| Para los censos de 1962 a 1999 la población legal corresponde a la población sin duplicidades (Fuente: INSEE [Consultar]) |     |     |     |     |     |     |     |     |     |     |     |     |     |     |     |     |     |     |     |     |     |     |     |     |     |     |     |     |     |     |     |     |     |     |     |     |     |     |     |     |     |     |